# 狭瓣瑞香
狭瓣瑞香（学名：Daphne angustiloba）为瑞香科瑞香属下的一个种。

## 扩展阅读
- 維基物種上的相關：狭瓣瑞香